# جون ألين (لاعب كرة قاعدة)
جون ألين (بالإنجليزية: John Allen) هو لاعب كرة قاعدة أمريكي، ولد في 27 أكتوبر 1890 في بيركلي سبرينغز في الولايات المتحدة، وتوفي في 24 سبتمبر 1967 في هاجرستاون في الولايات المتحدة.

## وصلات خارجية
- جون ألين على موقع دوري كرة القاعدة الرئيسي (الإنجليزية)
- جون ألين على موقعبيزبول رفرنس.كوم (الدوري الرئيسي) (الإنجليزية)
- جون ألين على موقعبيزبول رفرنس.كوم (الدوري الثانوي) (الإنجليزية)
- جون ألين على موقع إي إس بي إن.كوم (أم.أل.بي) (الإنجليزية)
- جون ألين على موقع مشجعي الرسوم البيانية (الإنجليزية)